# Eva Rönström
Eva Rönström, senare Ericsson, född 29 december 1932 i Engelbrekts församling i Stockholm, död 7 oktober 2021, var en svensk gymnast.
Hon blev olympisk silvermedaljör i Melbourne 1956.